# Albert Stehlin
Albert Stehlin (* 24. Juli 1900 in Karlsruhe; † 5. Juni 1969 in Freiburg im Breisgau) war ein deutscher römisch-katholischer Geistlicher und Caritaspräsident.

## Werdegang
Stehlin kam als Sohn des Hauptlehrers Karl Stehlin und der Melanie Stehlin, geb. Schaier, zur Welt. Nach dem Abitur 1919 in Karlsruhe studierte er Katholische Theologie in Freiburg, Münster und trat anschließend in das Priesterseminar des Erzbistums Freiburg in St. Peter ein. 1921 trat er der katholischen Studentenverbindung Unitas Eckhardia bei. Er empfing 1924 die Weihe zum Priester. Als Vikar leistete er Seelsorge in Ladenburg und Pforzheim (St. Franziskus) und Mannheim-Neckarau. In Pforzheim übernahm er 1930 die Leitung des Caritassekretariats. 1940 wurde er Pfarrverweser in Mannheim-Neckarau, 1944 übernahm er die Leitung der Christkönigsgesellschaft vom Weißen Kreuz.
1946 wurde er Leiter des Diözesan-Caritasverbandes des Erzbistums Freiburg und rückte 1955 als Erzbischöflicher Referent in das Freiburger Domkapitel auf. 1959 folgte er Alois Eckert als Präsident des Deutschen Caritasverbandes nach.

## Ehrungen
- 1952: Verdienstkreuz am Bande der Bundesrepublik Deutschland
- 1954: Päpstlicher Geheimkämmerer
- 1954: Päpstlicher Hausprälat
- 1965: Großes Verdienstkreuz der Bundesrepublik Deutschland
- 1969: Apostolischer Protonotar